# کندال‌پارک (نیوجرسی)
کندال‌پارک (به انگلیسی: Kendall Park) یک منطقهٔ مسکونی در ایالات متحده آمریکا است که در برانزویک جنوبی، نیوجرسی واقع شده‌است. کندال‌پارک ۹٫۵۹۴ کیلومتر مربع مساحت و ۹٬۳۳۹ نفر جمعیت دارد و ۵۶ متر بالاتر از سطح دریا واقع شده‌است.